# Dzianis Mihal
Dzianis Mihal (białor. Дзяніс Мігаль, ros. Денис Мигаль, ur. 5 października 1985 w Mińsku) – białoruski wioślarz, reprezentant Białorusi w wioślarskiej dwójce podwójnej podczas Letnich Igrzysk Olimpijskich w Pekinie.

## Osiągnięcia
- Mistrzostwa Świata – Eton 2006 – czwórka podwójna – 11. miejsce[2].
- Mistrzostwa Świata – Monachium 2007 – dwójka podwójna – 5. miejsce[1][2].
- Mistrzostwa Europy – Poznań 2007 – czwórka podwójna – 3. miejsce[2].
- Igrzyska Olimpijskie – Pekin 2008 – dwójka podwójna – 7. miejsce[1][2].
- Mistrzostwa Europy – Ateny 2008 – dwójka podwójna – 9. miejsce[2].
- Mistrzostwa Świata – Poznań 2009 – dwójka podwójna – 14. miejsce[2].
- Mistrzostwa Europy – Brześć 2009 – czwórka podwójna – 2. miejsce[2].
- Mistrzostwa Europy – Montemor-o-Velho 2010 – dwójka podwójna – 12. miejsce[2].